# Aidanosagitta neglecta
Aidanosagitta neglecta är en djurart som tillhör fylumet pilmaskar, och som först beskrevs av Aida 1897.  Aidanosagitta neglecta ingår i släktet Aidanosagitta och familjen Sagittidae. Inga underarter finns listade i Catalogue of Life.